# Combustion interne du phosphore
 (signalé en août 2025).
Si vous disposez d'ouvrages ou d'articles de référence ou si vous connaissez des sites web de qualité traitant du thème abordé ici, merci de compléter l'article en donnant les références utiles à sa vérifiabilité et en les liant à la section « Notes et références ».
- Archive Wikiwix
- Bing
- Cairn
- DuckDuckGo
- E. Universalis
- Gallica
- Google
- G. Books
- G. News
- G. Scholar
- Persée
- Qwant
- (zh) Baidu
- (ru) Yandex
- (wd) trouver des œuvres sur Wikidata

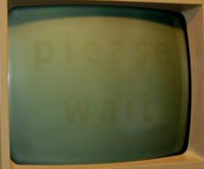
Une brûlure d'écran avec un texte affiché sur un moniteur, visible même lorsque celui-ci est éteint.

La combustion interne du phosphore, familièrement nommée brûlure d'écran, est une altération permanente de certaines zones d'un écran à tube cathodique ou d'un écran à plasma causée par l'affichage continu et prolongé de textes ou images fixes.
Les écrans de veille étaient à l'origine destinés à éviter ce phénomène en stoppant l'affichage ou en le changeant avec des animations.